# Église Notre-Dame-de-l'Assomption de Miskolc
L'église Notre-Dame-de-l'Assomption (hongrois : Nagyboldogasszony plébániatemplom) ou usuellement église des Minimes (hongrois : Minorita templom) est un édifice religieux catholique paroissial à Miskolc, en Hongrie.